# Jeziorak
Jezioro Jeziorak, Jeziorak Duży (dawniej Gizerek, Jezierzyce, niem. Geserich See) – jezioro rynnowe w Polsce, położone w województwie warmińsko-mazurskim, w powiecie iławskim, w granicach administracyjnych Iławy, gminy wiejskiej Iława i gminy miejsko-wiejskiej Zalewo.
Jeziorak jest najdłuższym oraz szóstym pod względem powierzchni jeziorem w Polsce.

## Opis
Według regionalizacji fizycznogeograficznej Polski jezioro znajduje się na Równinie Iławskiej i częściowo na Pojezierzu Dzierzgońsko-Morąskim (fragment Zatoki Kraga na zachód od Gubławek).
Jeziorak stanowi część szlaku Kanału Elbląskiego. W jego obrębie działa WOPR Iława.

## Ukształtowanie

Mapa Małego Jezioraka w Iławie

Brzegi Jezioraka są przeważnie wysokie i strome. Zachodni i częściowo wschodni brzeg jeziora porastają lasy iglaste. Resztę obrzeży pokrywają pola, łąki i mniejsze kępy lasu.
Oś wąskiego, rynnowego jeziora biegnie z północy na południe, w środkowej części łamiąc się i zmieniając kierunek na południowy wschód, a potem na południowy zachód. Główny akwen na północ od wsi Siemiany dzieli się na dwie zatoki: wschodnią ślepą i północną połączoną Kanałem Dobrzyckim z jeziorem Ewingi. Na północ od wsi Siemiany przesmyk łączy Jeziorak z jeziorem Płaskim. Do zachodniego brzegu w Siemianach wpada okresowy strumyk z jeziora Urowiec. W części środkowej Jeziorak rozszerza się; jest tam kilka wysp. Na wysokości osady Nowe Chmielówko wybiega na północny wschód zatoka Kraga, która przez jezioro Dauby łączy Jeziorak z Kanałem Elbląskim. Naprzeciw osady Jażdżówki wąski przesmyk wiedzie do zatoki Widłągi.
Naprzeciw Iławy na Jezioraku leży jedna z największych wysp Polski położonych na jeziorze – Wielka Żuława (82,4 ha). Z południowego krańca Jezioraka, wypływa przez jaz w Iławie rzeka Iławka. W mieście znajduje się również wejście do kanału łączącego Jeziorak z Małym Jeziorakiem.

### Wyspy
Na Jezioraku znajduje się 16 wysp. Należą do nich:
- Wielka Żuława
- Wielki Bukowiec – jest połączona groblą z lądem stałym w miejscowości Wieprz
- Zielony Ostrów (wyspa Łąkowa)
- Kobiecy Ostrów
- Rajka (niem. Liebes Insel) – wysepka na północnej części Jezioraka, przylegająca do północno-wschodniego cypla wyspy Czaplak
- Lipowy Ostrów, zwana Lipowcem lub Owczą
- Rybackie Kępy – dwie wysepki i kępy trzcin na głównym akwenie, pomiędzy miejscowościami Siemiany i Wieprz
- Wyspa Duży Gierczak
- Wyspa Mały Gierczak
- Czaplak (niem. Czalakwerder, Kranichwerder[6]) – wyspa w północnej części Jezioraka, dostępna przez bród z lądu stałego
- Wyspa Kępka (niem. Caprera Insel) – wysepka w północnej części Jezioraka, na północny wschód od wyspy Czaplak
- Wyspa Polajńska, Polajńska Kępa (niem. Heuwerder) – wysepka w północnej odnodze Jezioraka, na południowy zachód od przysiółka Polajny
- Mała Żuława – znajduje się około 3 km na północ od Iławy
- Wyspa Miłości – znajduje się pomiędzy Wielką Żuławą, a zachodnim brzegiem Jezioraka
- Wyspa Księdza – znajdująca się na północ od osady Jezierzyce
- Kuklina (niem. Lerchen Insel) – wysepka w północnej części Jezioraka, na zachód od przysiółka Polajny

### Półwyspy
- Karpówka – na południe od Jerzwałdu[2]
- Krzywy Róg – na północ od wyspy Wielki Ostrów[2]

### Zatoki
Jezioro obfituje w liczne zatoki. Należą do nich:
- Zimny Kąt – na południe od Siemian i Wyspy Gierczak
- Śmierdwy – niewielka zatoka na wschód od Zatoki Zimny Kąt
- Sarnówek – wąska zatoka na zachód od Makowa
- Widłągi – duża zatoka, do której wejście prowadzi przez cieśninę Jażdżówki
- Smolny Róg – na północ od Makowa, po wschodniej stronie zbiornika
- Zatoka Kraga – na zachód od miejscowości Gubławki

## Dane morfometryczne
Powierzchnia zwierciadła wody według różnych źródeł wynosi od 3189,4 ha (1951) przez 3219,4 ha (1974, 2002), 3152,5 ha (1991) do 3460 ha.
Średnia głębokość jeziora wynosi 4 m (1991), natomiast głębokość maksymalna 12,9 m.
W oparciu o badania przeprowadzone w 1990 roku wody jeziora zaliczono do III klasy czystości. Badania przeprowadzone w 2002 roku także zaliczyły wody jeziora do III klasy czystości wód oraz do II kategorii podatności na degradację. Jest to związane ze średnią głębokością i brakiem pełnego uwarstwienia latem.

## Nazwa
Na przestrzeni lat Jeziorak występował pod różnymi nazwami: Geserich (1317), Geyserich (1327), Geiserich (1333), Gesericht (1557), Geeserich (1595), Geserich See (1926). Nazwa wywodzi się z języka pruskiego od słowa geeysa – czapla. Pierwotna nazwa oznaczałaby więc Jezioro Czaple. Jedna z wysp jeziora zachowała nazwę Czaplak (niem. Czalakwerde).

## Ochrona przyrody
Jezioro znajduje się na terenie następujących powierzchniowych form ochrony przyrody:
- Lasy Iławskie (PLB280005) OSO
- Ostoja Iławska (PLH280053) SOO
- Park Krajobrazowy Pojezierza Iławskiego

## Jeziorak w literaturze
Jezioro o nazwie Jeziorak jest miejscem akcji dwóch książek Zbigniewa Nienackiego Nowe przygody Pana Samochodzika, w której tytułowy bohater szuka skarbów zrabowanych podczas II wojny światowej, oraz Pan Samochodzik i Złota Rękawica w której z grupą znajomych pływając po Jezioraku i okolicznych jeziorach i kanałach (kanał Iławski, jezioro Drwęckie, Dauby) poszukuje autora wiersza i "Złota rękawica" i tytułowej rękawicy.